# 스리위자야 항공
스리위자야 항공(영어: Sriwijaya Air)은 인도네시아의 항공사로 허브 공항은 자카르타에 있는 수카르노 하타 국제공항이 있으며 주로 인도네시아 국내선 노선과 국제선 노선을 비롯해 전세 서비스도 제공한다.

## 개요
2003년에 설립되어 주로 인도네시아 국내선을 운항하고 있다. 수마트라섬을 중심으로 자와섬, 칼리만탄섬, 술라웨시섬과 서티모르와 파푸아주를 연결하고 있다. 자카르타에서 싱가포르, 메나도에서 페낭까지 국제선을 운항하고 있다. 또한 술라웨시섬 북동부의 마나에서 필리핀 다바오를 연결하는 국제선 노선이 폐지되었다.

## 보유 기종
- 2023년 3월 기준으로 스리위자야 항공은 다음과 같은 기종을 보유하고 있으며 평균 기령은 16.5년이다.[1]

### 현재 사용하는 기종
| 기종         | 대수 | 주문 | 승객 | 승객 | 승객 | 비고                            |
| 기종         | 대수 | 주문 | C    | Y    | 합계 | 비고                            |
| ------------ | ---- | ---- | ---- | ---- | ---- | ------------------------------- |
| 보잉 737-500 | 1    | 0    | 8    | 112  | 120  | 구. 유나이티드 항공 소속 비행기 |
| 보잉 737-800 | 5    | 0    | 0    | 189  | 189  |                                 |
| 합계         | 6    | 0    |      |      |      |                                 |

### 퇴역 기종
| 기종         | 대수 | 도입 년도 | 퇴역 년도 | 대체 기종      | 비고                  |
| ------------ | ---- | --------- | --------- | -------------- | --------------------- |
| 보잉 737-200 | 16   | 2003년    | 2013년    | 보잉 737-500   | 3대는 예비용으로 저장 |
| 보잉 737-300 | 13   | 2007년    | 2019년    | 보잉 737-800   | 5대는 예비용으로 저장 |
| 보잉 737-400 | 7    | 2008년    | 2017년    | 보잉 737-800   |                       |
| 보잉 737-500 | 9    | 2012년    | 2015년    | 보잉 737-800   |                       |
| 보잉 737-800 | 7    | 2012년    | 2019년    | 대체 기종 없음 |                       |

## 사건 및 사고
- 스리위자야 항공 182편 추락 사고